# كيفن ستار
كيفن ستار (بالإنجليزية: Kevin Starr)‏ هو مؤرخ أمريكي، ولد في 3 سبتمبر 1940 في سان فرانسيسكو في الولايات المتحدة، وتوفي بنفس المكان في 14 يناير 2017 بسبب نوبة قلبية.